# Brändåstjärnen (Tännäs socken, Härjedalen, 695306-135402)
Brändåstjärnen är en sjö i Härjedalens kommun i Härjedalen och ingår i Ljusnans huvudavrinningsområde.